# João de Gante
João de Gante (em inglês:  John of Gaunt; Gante, 6 de março de 1340 - Leicester, 3 de fevereiro de 1399), senescal de Inglaterra, foi membro da Casa de Plantageneta, o terceiro dos quatro filhos sobreviventes do rei Eduardo III da Inglaterra e de Filipa de Hainault. Ele foi chamado de "João de Gante" porque nasceu em Gante, então traduzido em inglês como Gaunt. Quando ele se tornou impopular mais tarde na vida, rumores e sátiras circularam de que ele era na verdade filho de um açougueiro de Gante, talvez porque Eduardo III não estava presente no nascimento. Essa história sempre o levou à fúria. Como irmão mais novo de Eduardo, Príncipe de Gales (Eduardo, o Príncipe Negro), João exerceu grande influência sobre o trono inglês durante a menoridade do filho de Eduardo, que se tornou o Rei Ricardo II, e nos períodos de conflito político que se seguiram. Devido a algumas concessões de terras generosas, João foi um dos homens mais ricos de sua época. Ele fez uma tentativa frustrada de impor uma reivindicação à Coroa de Castela que veio por cortesia de sua segunda esposa Constança, que era uma herdeira do Reino Castelhano, e por um tempo se autodenominou como tal.
Os herdeiros legítimos de João, os Lencastres, incluem os reis Henrique IV, Henrique V e Henrique VI. Seus outros descendentes legítimos incluem suas filhas, a Rainha Filipa de Portugal e Isabel, a Duquesa de Exeter (por sua primeira esposa, Branca de Lancastre), e a Rainha Catarina de Castela (por sua segunda esposa Constança de Castela). João teve cinco filhos fora do casamento, um no início da vida com uma dama de companhia de sua mãe, e quatro com Catarina Swynford, amante de Gante há muito tempo e terceira esposa. Os filhos de Catarina Swynford, de sobrenome "Beaufort", foram legitimados por decretos reais e papais depois que João e Catarina se casaram em 1396. Os descendentes desse casamento incluem Joana Beaufort, condessa de Westmorland, avó dos reis Eduardo IV e Ricardo III; João Beaufort, primeiro conde de Somerset, bisavô do rei Henrique VII; e Joana Beaufort, Rainha dos Escoceses, de quem descendem todos os soberanos subsequentes da Escócia a partir de 1437 e todos os soberanos da Inglaterra, Grã-Bretanha e Reino Unido de 1603 até os dias atuais. As três casas de soberanos ingleses que sucederam ao governo de Ricardo II em 1399 - as casas de Lancastre, Iorque e Tudor eram todas descendentes dos filhos de João, Henrique IV, Joana Beaufort e João Beaufort, respectivamente. Além disso, a filha de João, Catarina de Lancastre, era casada com o rei Henrique III de Castela, o que o tornava avô do rei João II de Castela e ancestral de todos os monarcas subsequentes da Coroa de Castela e da Espanha unida. Por meio de sua filha Filipa, ele foi avô do rei Duarte de Portugal e também ancestral de todos os monarcas portugueses subsequentes. Por intermédio da neta de João II de Castela, Joana, a Louca, João de Gaunt também é um ancestral dos governantes dos Habsburgos que reinariam na Espanha e em grande parte da Europa central. O filho mais velho e herdeiro de João, Henrique Bolingbroke, duque de Hereford, filho de sua primeira esposa, Branca de Lancastre, foi exilado por dez anos pelo rei Ricardo II em 1398 como resolução para uma disputa entre Henrique e Thomas de Mowbray, duque de Norfolk. Quando João morreu em 1399, suas propriedades e títulos foram declarados perdidos para a coroa, visto que o rei Ricardo II nomeou Henrique como traidor e mudou sua sentença para o exílio vitalício. Henrique Bolingbroke voltou do exílio para reclamar sua herança e depor Ricardo. Bolingbroke então reinou como Rei Henrique IV da Inglaterra (1399-1413), o primeiro dos descendentes de João de Gante a ocupar o trono da Inglaterra.
Sua primeira esposa, Branca de Lancastre, também era sua prima em terceiro grau; ambos eram tataranetos do rei Henrique III. Eles se casaram em 1359 em Reading Abbey como parte dos esforços de Eduardo III para arranjar casamento para seus filhos com herdeiras ricas. Após a morte de seu sogro, o 1º Duque de Lancaster, em 1361, João recebeu metade de suas terras, o título de "Conde de Lancastre", e distinção como o maior proprietário de terras do norte da Inglaterra como herdeiro do Palatinado de Lancastre. Ele também se tornou o 14º Barão de Halton e 11º Senhor de Bowland. João herdou o resto da propriedade de Lancastre quando a irmã de Branca, Matilde, condessa de Leicester (casada com Guilherme V, conde de Hainaut), morreu sem filhos em 10 de abril de 1362. João recebeu o título de "duque de Lancastre" de seu pai em 13 de novembro de 1362. Já bem estabelecido, ele possuía pelo menos trinta castelos e propriedades na Inglaterra e na França e mantinha uma família comparável em escala e organização à de um monarca. Ele possuía terras em quase todos os condados da Inglaterra, um patrimônio que gerava uma renda líquida entre £ 8 000 e £ 10 000 por ano. Após a morte em 1376 de seu irmão mais velho Eduardo de Woodstock (também conhecido como o "Príncipe Negro"), João planejou proteger o reformador religioso John Wycliffe, possivelmente para neutralizar o crescente poder secular da igreja. No entanto, a crise se seguiu quase imediatamente em sua ausência, e em 1387 o desgoverno do rei Ricardo levou a Inglaterra à beira da Guerra Civil. Somente João, em seu retorno à Inglaterra em 1389, conseguiu persuadir os Lordes Apelantes e o Rei Ricardo a se comprometerem para inaugurar um período de relativa estabilidade. Durante a década de 1390, a reputação de devoção de João ao bem-estar do reino foi amplamente restaurada.
Algum tempo depois da morte de Branca de Lancastre em 1368 e do nascimento de seu primeiro filho, João Beaufort, em 1373, João e Catarina Swynford, filha de um cavaleiro comum, iniciaram um caso de amor extraconjugal que produziria quatro filhos para o casal. Todos eles nasceram fora do casamento, mas foram legitimados no eventual casamento dos pais. A relação adúltera durou até 1381, quando foi rompida por necessidade política. Em 13 de janeiro de 1396, dois anos após a morte de Constança de Castela, Catarina e João se casaram na Catedral de Lincoln. As crianças tinham o sobrenome "Beaufort" em homenagem a uma ex-possessão francesa do duque. Os filhos Beaufort, três filhos e uma filha, foram legitimados por decretos reais e papais após o casamento de João e Catarina. Uma condição posterior de que eles foram especificamente impedidos de herdar o trono, a frase excepta regali dignitate ("exceto status real"), foi inserida com autoridade duvidosa por Henrique IV. João morreu de causas naturais em 3 de fevereiro de 1399 no Castelo de Leicester, com sua terceira esposa Catarina ao seu lado. João era patrono e amigo próximo do poeta Geoffrey Chaucer, mais conhecido por sua obra The Canterbury Tales (Os Contos de Cantuária). Perto do fim de suas vidas, Lancastre e Chaucer tornaram-se cunhados. Chaucer se casou com Filipa (Pan) de Roet em 1366, e Lancastre tomou sua amante por quase 30 anos, Catarina Swynford, que era irmã de Filipa Chaucer, como sua terceira esposa em 1396. Embora Filipa tenha morrido, os homens foram amarrados como irmãos e filhos de Lancastre por Catarina - João, Henrique, Tomás e Joana Beaufort eram sobrinhos e sobrinha de Chaucer.
O atual Rei Carlos III e seus predecessores desde Henrique IV são descendentes de João de Gante.

## Primeiros anos
João de Gante, foi o quarto filho de Eduardo III e Filipa de Hainault, nasceu na Abadia de São Bavão, em Gante, em 6 de março de 1340. Ele foi criado na casa de Eduardo, o Príncipe Negro, e "logo foi iniciado nas árduas tradições militares da família Plantageneta  "Gante estava no navio de seu pai durante a batalha marítima anglo-castelhana em Winchelsea em agosto de 1350 e foi nomeado cavaleiro no início da campanha normanda em julho de 1355. Ele também serviu com seu pai na Escócia em 1356. Aos vinte e dois anos de idade, João de Gante era o mais rico nobre da Inglaterra, um status que ele manteve ao longo de sua vida. O ducado de Lancastre rendeu cerca de £12 000 por ano, uma renda pelo menos o dobro da quantidade desfrutada por qualquer magnata inglês contemporâneo.
Em 1350, com a idade de dez anos, João estava presente na batalha naval de Winchelsea, onde, diz-se, sua vida foi salva por Henrique de Grosmont, Duque de Lancaster, que atacou o enorme navio espanhol que atacou o navio que João e seu irmão mais velho Eduardo, O Príncipe de Gales estava a navegar. Descrito como alto e bem construído por seus contemporâneos.

## Casamentos

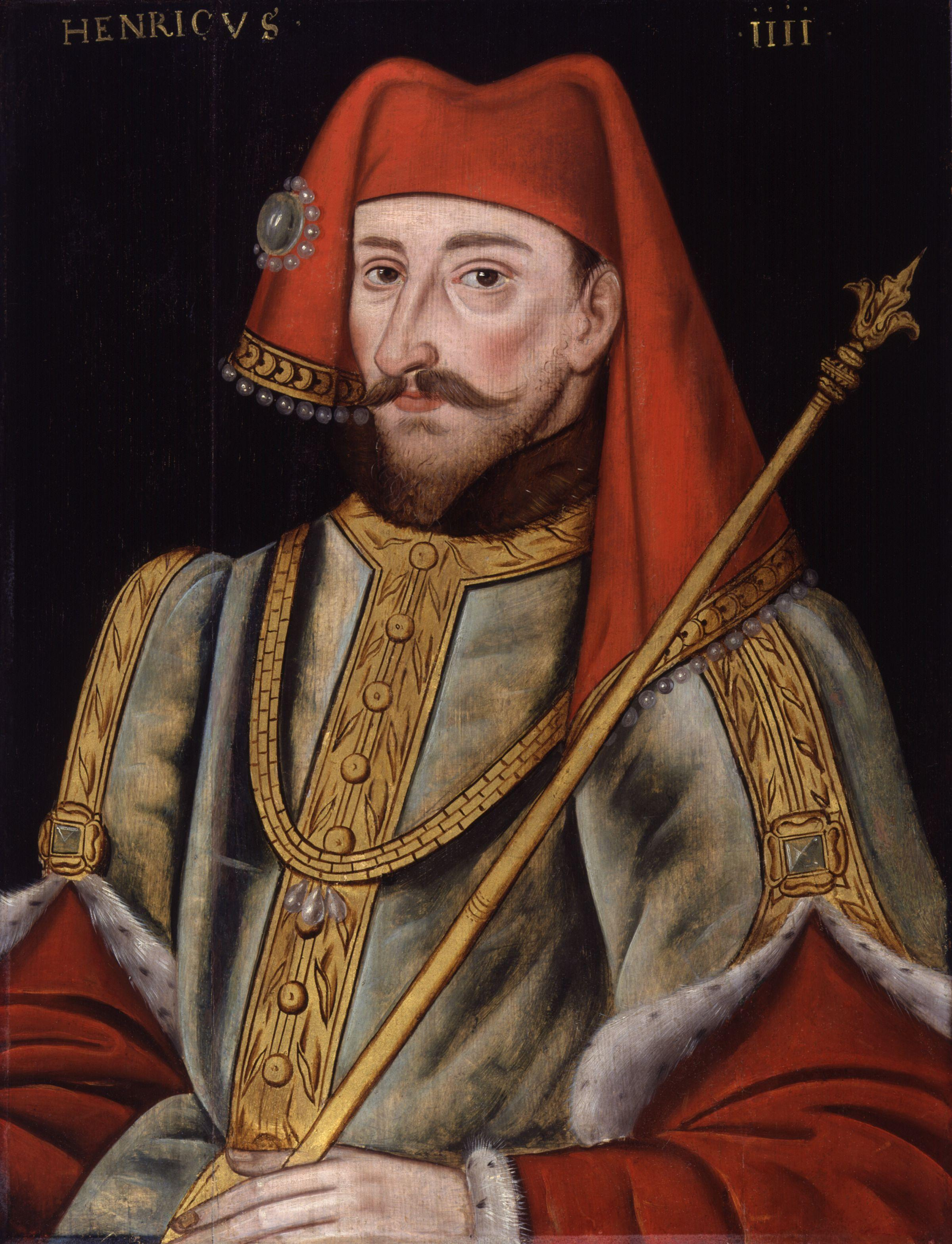
O filho de João de Gante e Branca de Lencastre Henrique de Bolingbroke futuro rei Henrique IV de Inglaterra.

### Branca de Lencastre
O primeiro casamento de João de Gante, aos 19 anos, tinha como objetivo dar-lhe prestígio, propriedade e renda e foi arranjado como parte dos planos de seu pai para fornecer o futuro de vários de seus filhos. João e Branca de Lencastre, de 14 anos, a filha mais nova de Henrique de Grosmont, Duque de Lencastre, casaram-se a 19 de maio de 1359 na Capela da Rainha em Reading. É muito provável que João já tivesse tido um filho, uma filha, Branca, de Maria de St Hilaire antes de seu casamento. Branca nasceu em algum momento antes de 1360 e se casaria com Sir Thomas Morieux antes de sua morte em 1388 ou 1389. Branca de Lancastre foi descrita como "Jone et jolie" - jovem e bonita - pelo cronista Froisssart, e também "bela e brilhante" e "padroeira da beleza" por Geoffrey Chaucer. Ela trouxe a João de Gante o condado de Lencastre após a morte de seu pai da peste em 1361, e os de Leicester e Lincoln quando sua irmã mais velha, Matilde, morreu da mesma doença em 1362, tornando-o o maior proprietário de terras do país, depois do rei. O casamento foi muito bem sucedido, com 7 filhos nascendo em apenas 8 anos, 3 dos quais sobreviveram à infância; filhas Filipa e Isabel e um filho, Henrique de Bolingbroke futuro Rei Henrique IV da Inglaterra.
Sempre se acreditou que Branca morreu em 1369, quando João de Gante estava na França, tendo mudado sua jovem família para o Castelo Bolingbroke em Lincolnshire, para escapar de um novo surto da Peste Negra, mas que ela sucumbiu à peste enquanto lá esteve. Entretanto, pesquisas recentes descobriram que Branca morreu em Tutbury em 12 de setembro de 1368, mais provavelmente devido às complicações do parto do que à peste, após o nascimento de sua filha, Isabel, que morreu jovem. O marido dela estava ao seu lado quando ela morreu e fez orações pela alma da Duquesa. Ela foi enterrada na Catedral de São Paulo, em Londres. João de Gante organizou um esplêndido túmulo de alabastro e comemorações anuais para o resto de sua vida.

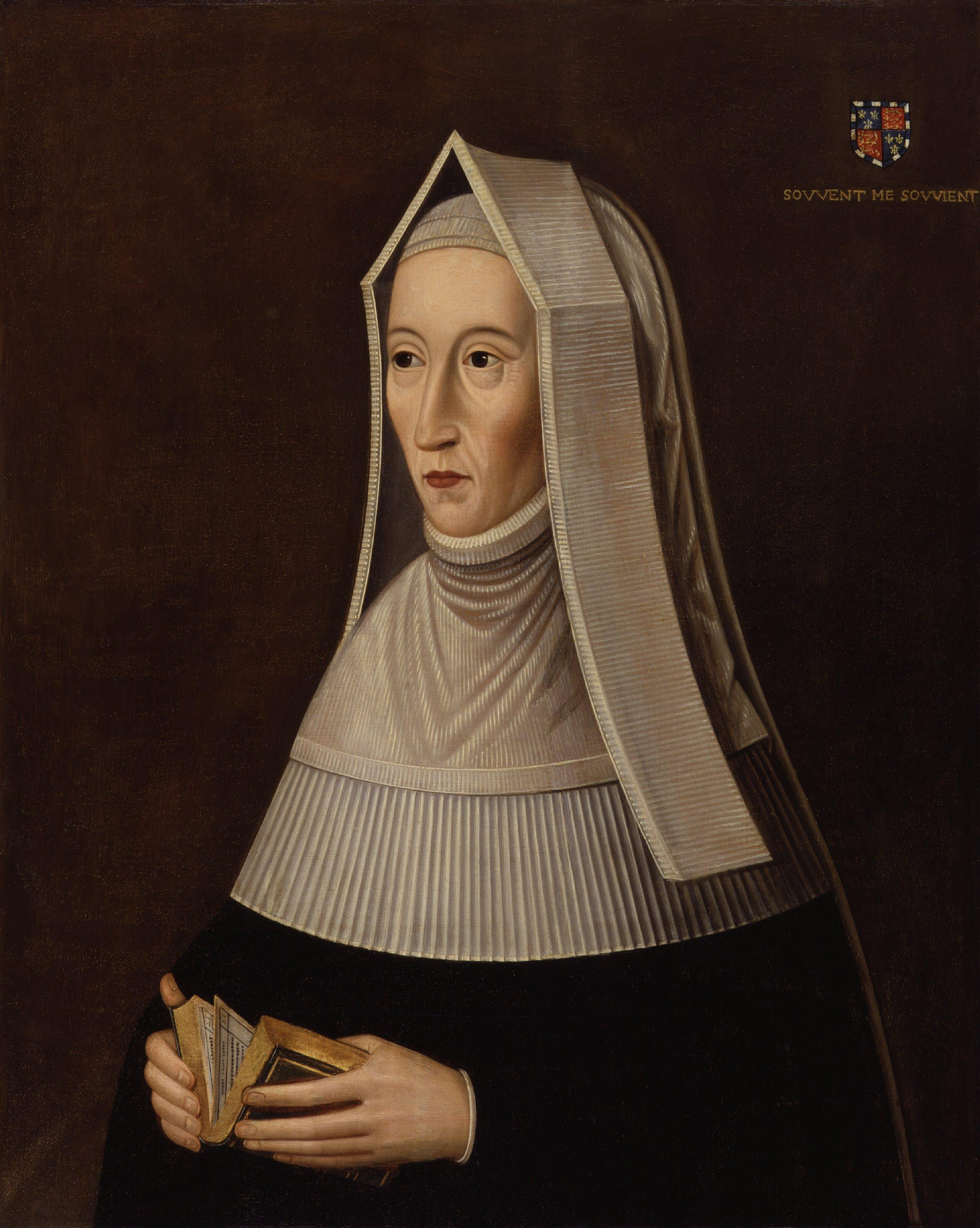
Bisneta de João de Gante e Catarina Swynford: Margarida Beaufort mãe do rei Henrique VII

### Catarina Swynford
Antes de 1365, Branca tinha levado para sua casa uma senhora chamada Catarina Swynford, esposa de um dos cavaleiros de Lincolnshire de seu marido. João era padrinho da filha dos Swynfords, Branca. Catarina mais tarde tornou-se governanta das duas filhas de Branca, Filipa e Isabel, e a jovem Branca Swynford foi alojada nas mesmas câmaras que as filhas da Duquesa, e concedeu os mesmos luxos que as princesas. Catarina era filha de um cavaleiro hainauta, Sir Paon de Roet de Guyenne, que veio para a Inglaterra na comitiva da rainha Filipa. Ela havia crescido na corte com sua irmã, Filipa, que mais tarde se casaria com Geoffrey Chaucer. Após a morte de Branca, Catarina ficou na casa do Duque, encarregando-se de suas filhas. No entanto, foi apenas pouco depois da morte do marido, em 1371, que começaram os rumores de uma ligação entre Catarina e o duque, embora seja possível que o caso tenha começado antes da morte de seu marido, isso está longe de ser certo.
João e Catarina tiveram quatro filhos três filhos e uma filha nos anos entre 1371 e 1379. Eles supostamente nasceram no castelo de João na França em Champagne, e receberam o nome do castelo como sobrenome, Beaufort. No entanto, parece igualmente provável que eles receberam o nome do senhorio de Beaufort, que antes pertencia a Gante e ao qual ele ainda reclamava.

#### Casamento com Catarina Swynford
João então foi para Guiena para cuidar de seus interesses como duque da Aquitânia e permaneceu na França de setembro de 1394 até dezembro de 1395. Quando retornou à Inglaterra, João não perdeu tempo em se reunir com Catarina e eles se casaram na Catedral de Lincoln em janeiro de 1396. João então fez um apelo ao Papa e seus filhos por Catarina foram legitimados em 1 de setembro de 1396, e depois pela Carta de Ricardo II em 9 de fevereiro de 1397. No entanto, uma cláusula posterior excluiu os filhos de Beaufort da sucessão. Catarina sobreviveria a João e morreria em Lincoln em 10 de maio de 1403. Ela foi enterrada, perto do Altar-Mor, na catedral em que havia se casado com seu príncipe apenas sete anos antes. Sua filha Joana, Condessa de Westmoreland, foi sepultada ao seu lado, após sua morte em 1440. Seus túmulos, entretanto, estão vazios e são enterrados sob o assoalho da catedral.

### Constança de Castela

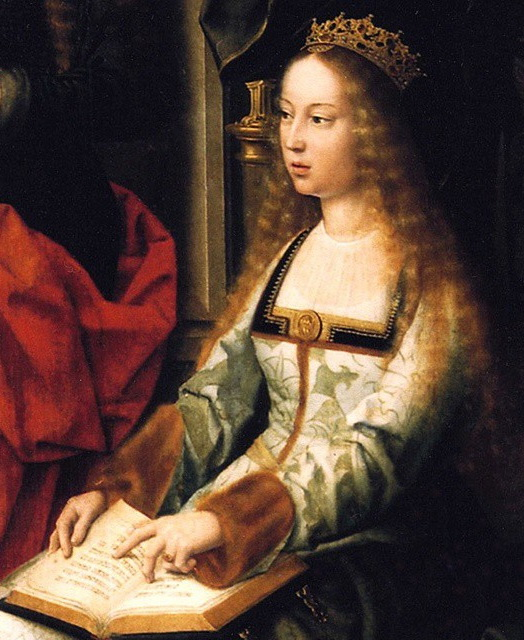
Bisneta de João de Gante e Constança de Castela: Isabel I de Castela.

Enquanto isso, João ainda não tinha terminado com suas ambições dinásticas e, apesar de seu relacionamento com Catarina, casou-se com Constança de Castela em setembro de 1371. Constança era filha de Pedro I "o Cruel" e sua esposa, Maria de Padilla. Nascida em 1354 em Castrojeriz, Castela, sucedeu a seu pai como Rainha de Castela em 13 de março de 1369, mas João nunca foi capaz de tomar o controle do reino do pretendente rival Henrique de Tastamara, reinando como Henrique III, e acabaria por chegar a um acordo em 1388, onde Henrique se casou com a filha de João e Constança, Catarina. Catarina nasceu em 1372/3 no Castelo de Hertford e foi a única criança sobrevivente do casal. A relação de João e Constança parece ser puramente dinástica. Há alguma sugestão de que João renunciou formalmente à sua relação com Catarina e reconciliou-se com Constança em junho de 1381, possivelmente como uma forma de recuperar alguma popularidade durante a Revolta dos Camponeses, após a destruição de seu palácio no Tâmisa.
Catarina deixou a corte e estabeleceu-se na mansão de seu falecido marido em Kettlethorpe, antes de se mudar para uma casa alugada em Lincoln. João visitou-a regularmente durante a década de 1380, e Catarina estava frequentemente na corte. Com quatro filhos de João de Gante, mas ainda só, oficialmente, governanta de suas filhas, Catarina foi feita Dama da Jarreteira em 1388. Constança, no entanto, morreu em 24 de março de 1394, no Castelo de Leicester e foi enterrada na Abadia de Newark, em Leicester.
Seus diversos casamentos causaram problemas para as gerações futuras, seu filho com Branca de Lencastre, Henrique, forçando a abdicação de Ricardo II e usurpando o trono em 30 de setembro de 1399. Seus descendentes de Beaufort seriam adversários proeminentes em ambos os lados da Guerra das Rosas. Enquanto seu filho João, Conde de Somerset era avô de Margarida Beaufort, mãe de Henrique VII, sua filha, Joana, era avó dos reis iorquinos Eduardo IV e Ricardo III.

## Comando militar
Eduardo III estava mal de saúde e seu filho João de Gante tornou-se uma figura importante na corte real. Ele também foi enviado em várias missões diplomáticas. Em abril de 1367, seu comando da vanguarda inglesa em Nájera aumentou sua reputação como general militar. O Parlamento escocês chegou mesmo a discutir a possibilidade de João de Gante suceder ao sem filhos David II como rei da Escócia. Em 21 de setembro de 1371, João de Gante se casou com Constança de Castela, filha de Pedro de Castela, o Rei de Castela, que morreu em 1369. Gante usou o casamento para reivindicar a coroa de Castela. No entanto, Henrique de Castela, o filho ilegítimo de Afonso XI, tornou-se o rei de Castela. O duque foi formalmente autorizado a usar os títulos reais castelhanos por Eduardo III em 30 de janeiro de 1372. Um plano para enviar uma força de invasão foi cancelado em outubro de 1372. 

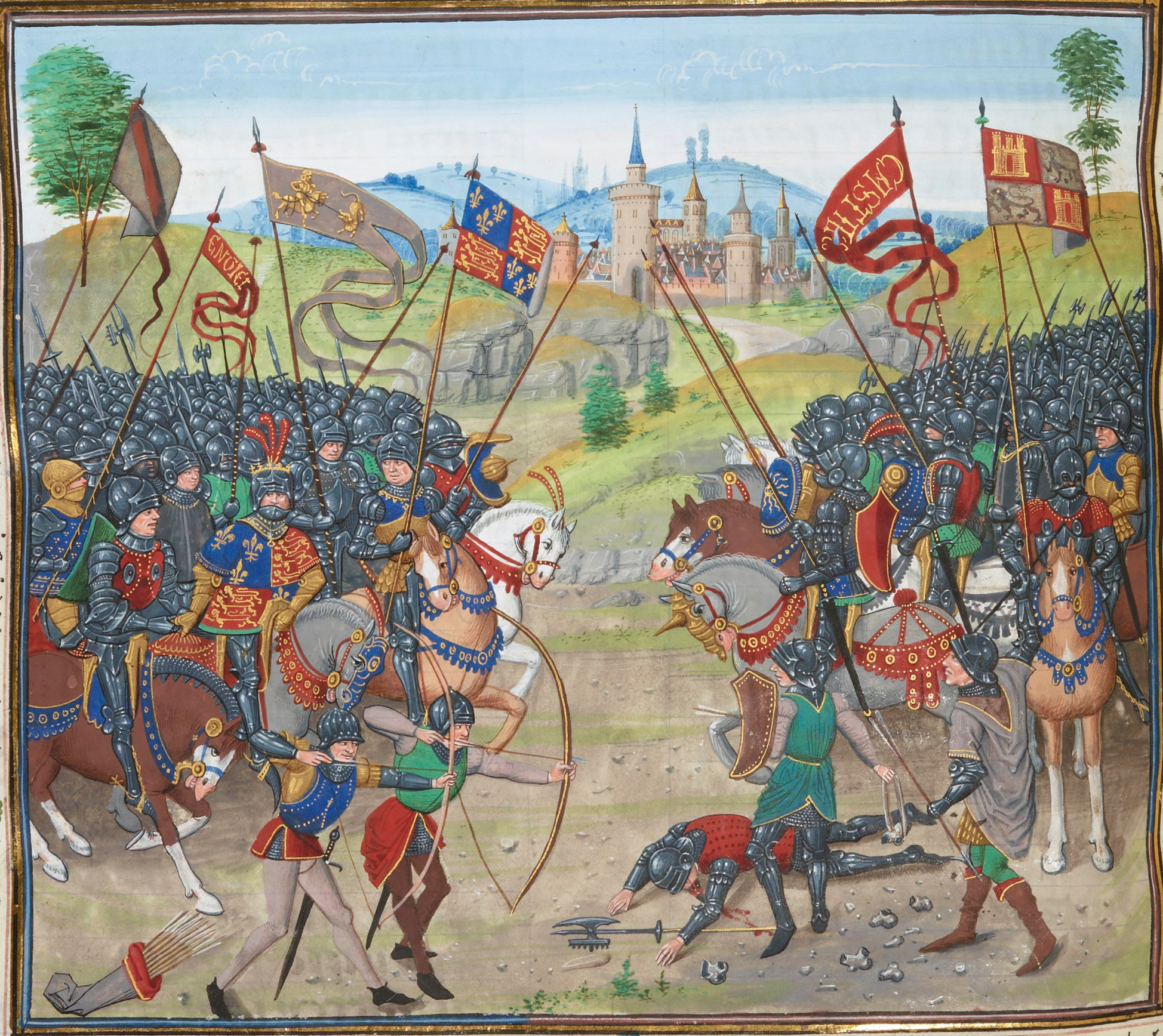
Batalha de Najera com João de Gante, o Príncipe Negro, e Pedro, o Cruel (à esquerda da imagem) contra Henrique II de Castela e os franceses.

O irmão mais velho de João, Eduardo, o Príncipe Negro, havia sido o comandante do exército inglês durante a Guerra dos Cem Anos, mas sofrendo ataques repetidos do que provavelmente era disenteria, ele foi forçado a voltar para a Inglaterra. João de Gante, foi agora convidado a substituí-lo na França e, em abril de 1373, seu exército de 6 000 homens partiu de Dover. "A forte resistência francesa manteve as forças inglesas longe da bacia de Paris, no entanto, e forçou o Duque a marchar para o leste, para Reims e Troyes, e depois para o sul através da Auvérnia até a Aquitânia, que o duque e seu exército alcançaram em dezembro." João retornou à Inglaterra em abril de 1374. Na necessidade desesperada de dinheiro para financiar a guerra, um parlamento foi realizado em abril de 1376. João de Gante era o representante da família real, já que seu pai e irmão mais velho estavam muito doentes (seu irmão Eduardo morreu em 8 de junho). Os membros da Câmara dos Comuns queixaram-se da forte incidência de impostos e da consistente falta de sucesso militar. Seu apoio a John Wycliffe sugeriu que ele era um reformador religioso e isso causou problemas com os líderes da igreja.
Fevereiro, 1377, Wycliffe foi dito para comparecer perante o arcebispo Simon Sudbury e acusado de pregação sediciosa. Anne Hudson argumentou que: "O ensinamento de Wycliffe neste ponto parece ter ofendido em três questões: que a excomunhão do papa era inválida, e que qualquer sacerdote, se ele tivesse poder, poderia pronunciar libertação, bem como o papa; que os reis e senhores não podem conceder nada perpetuamente à igreja, uma vez que os poderes leigos podem privar os clérigos errantes de suas temporalidades; que os senhores temporais em necessidade poderiam legitimamente remover a riqueza dos possuidores."
João fez campanha com seu irmão mais velho Eduardo de Woodstock, conhecido como o Príncipe Negro e participou de muitas das batalhas da Guerra dos Cem Anos e em ajuda de seu aliado Pedro, o Cruel de Castela. Após a morte de Eduardo, o Príncipe Negro, João de Gante deu proteção ao reformador religioso John Wycliffe, possivelmente para neutralizar o crescente poder da Igreja Católica Romana.

## O Imposto de Votação
Em 1377, o governo introduziu um imposto onde quatro centavos deveriam ser retirados de cada homem e mulher com mais de quatorze anos. "Isso foi um choque enorme: a tributação nunca tinha sido universal antes, e quatro centavos era o equivalente a três dias de trabalho para simples agricultores nas taxas estabelecidas no Estatuto dos Trabalhadores". Eduardo III morreu logo depois e João de Gante assumiu a culpa pelo novo imposto. Os principais magnatas temiam que João de Gante reivindicasse o trono. Promoveram consequentemente a ideia, que seu neto de dez anos, deveria assumir o trono. Ricardo II foi coroado julho 1377. Thomas Walsingham descreveu-o como "um dia de alegria e alegria.... o tão esperado dia da renovação da paz e das leis da terra, há muito tempo exilado pela fraqueza de um rei envelhecido e pela ganância de seus cortesãos e servos." Em 1379, Ricardo II convocou um parlamento para arrecadar dinheiro para pagar a guerra contra os franceses. Depois de muito debate foi decidido impor outro imposto de votação. Desta vez era para ser um imposto graduado, o que significava que quanto mais rico você fosse, mais impostos você pagava. Por exemplo, o Duque de Lancastre e o Arcebispo da Cantuária tiveram que pagar £6.13s.4d. , o bispo de Londres, 80 xelins, comerciantes ricos, 20 xelins, mas os camponeses só foram cobrados 4d.
Em 1380 João de Gante e seu exército foram enviados para o norte para lidar com problemas na fronteira. Os problemas começaram quando piratas operando a partir de Hull e Newcastle. haviam capturado um navio escocês. Os escoceses reagiram à perda, violando a fronteira, aterrorizando os condados do norte e pilhando Penrith. De acordo com Dan Jones "proteger a fronteira do norte certamente era um interesse particular para ele; mas ele também era um campeão dos direitos da Coroa - um traço que muitas vezes o via injustamente caracterizado como tendo ambições pessoais para o trono".
Enquanto estava fora, Simon Sudbury, Arcebispo de Cantuária, sugeriu uma nova taxa de votação de três groats (um xelim) por cabeça com mais de quinze anos de idade. "Havia um pagamento máximo de vinte xelins de homens cujas famílias e lares eram mais de vinte, garantindo assim que os ricos pagassem menos do que os pobres". Um xelim era uma soma considerável para um homem trabalhador, quase um salário de uma semana. Uma família pode incluir pessoas idosas que passaram do trabalho e outros dependentes, e o chefe da família se tornou responsável por um xelim em cada uma de suas "pesquisas". Isto era basicamente um imposto sobre as classes trabalhadoras". Os camponeses acharam injusto que eles pagassem o mesmo que os ricos. Eles também não sentiam que o imposto lhes oferecia nenhum benefício. Por exemplo, o governo inglês parecia ser incapaz de proteger as pessoas que viviam na costa sul contra os invasores franceses. A maioria dos camponeses nesta época só tinha uma renda de cerca de um groat por semana. Isto era especialmente um problema para as famílias numerosas. Para muitos, a única maneira de pagar o imposto era vendendo seus bens. John Wycliffe fez um sermão onde discutiu: "Os senhores fazem mal aos homens pobres com impostos irracionais... e eles perecem de fome, sede e frio, e seus filhos também. E assim os senhores comem e bebem a carne e o sangue dos homens pobres".
John Ball fez uma turnê por Kent dando sermões atacando o imposto de votação. Quando o Arcebispo de Cantuária ouviu sobre isso, ele deu ordens para que Ball não fosse autorizado a pregar na igreja. Ball respondeu dando palestras sobre os verdes da aldeia. O Arcebispo agora deu instruções para que todas as pessoas encontradas ouvindo os sermões do Ball fossem punidas. Quando isto não funcionou, Ball foi preso e em abril de 1381 ele foi enviado para a prisão de Maidstone. Em seu julgamento foi alegado que Ball disse ao tribunal que seria "libertado por vinte mil homens armados".

## A Revolta dos Camponeses

Uma ilustração do padre John Ball em um cavalo encorajando os rebeldes de Wat Tyler de 1381

Em maio de 1381, Thomas Bampton, o Comissário Fiscal da área de Essex, informou ao rei que o povo de Fobbing estava se recusando a pagar seu imposto de votação. Foi decidido enviar um Chefe de Justiça e alguns soldados para a aldeia. Pensou-se que, se alguns dos líderes fossem executados, o resto da aldeia teria medo de pagar o imposto. No entanto, quando o Chefe de Justiça Sir Robert Belknap chegou, ele foi atacado pelos aldeões. Belknap foi forçado a assinar um documento prometendo não tomar qualquer outra parte na cobrança do imposto de votação. De acordo com a Anonimalle Chronicle of St Mary’s: "A Câmara dos Comuns levantou-se contra ele e veio antes dele para lhe dizer... que estava maliciosamente propondo desfazê-los... Assim, eles o fizeram jurar sobre a Bíblia que nunca mais ele iria realizar tais sessões nem agir como Justiça em tais inquéritos... E Sir Robert viajou para casa o mais rápido possível."
Depois de libertar o Chefe de Justiça, alguns dos aldeões saquearam e incendiaram a casa de John Sewale, o Xerife de Essex. Coletores de impostos foram executados e suas cabeças foram colocadas em postes e desfilaram em torno das aldeias vizinhas. Os responsáveis enviaram mensagens aos vilarejos de Essex e Kent pedindo apoio na luta contra o imposto. Muitos camponeses decidiram que era hora de apoiar as ideias propostas por John Ball e seus seguidores. Não demorou muito para Wat Tyler, um ex-soldado na Guerra dos Cem Anos, emergir como o líder dos camponeses. A primeira decisão de Tyler foi marchar para Maidstone para libertar John Ball da prisão. "John Ball tinha sido libertado e estava seguro entre os comuns de Kent, e ele estava prestes a derramar as palavras apaixonadas que tinham sido engarrafadas por três meses, palavras que eram exatamente o que seu público queria ouvir."
Charles Poulsen, autor de The English Rebels (1984) apontou que era muito importante para os camponeses serem liderados por uma figura religiosa: "Durante cerca de vinte anos, ele havia vagado pelo país como uma espécie de agitador cristão, denunciando os ricos e sua exploração dos pobres, pedindo justiça social e Freeman e uma sociedade baseada na fraternidade e na igualdade de todas as pessoas." John Ball era necessário como seu líder porque sozinho dos rebeldes, ele tinha acesso à palavra de Deus. "John Ball rapidamente assumiu seu lugar como o teórico da ascensão e seu pai espiritual. O que quer que as massas pensassem da Igreja temporal, todos se consideravam bons católicos."
Em 5 de junho houve uma revolta em Dartford e dois dias depois o Castelo de Rochester foi tomado. Os camponeses chegaram a Cantuária em 10 de junho. Eles assumiram o palácio do arcebispo, destruíram documentos legais e libertaram os prisioneiros da prisão da cidade. Mais e mais camponeses decidiram tomar a ação. As casas de solar foram arrombadas e os documentos foram destruídos. Esses registros incluíam os nomes dos villeins, o aluguel que pagavam e os serviços que realizavam. O que tinha começado originalmente como um protesto contra o imposto de votação tornou-se agora uma tentativa de destruir o sistema feudal. Os camponeses decidiram ir a Londres para ver Ricardo II. Como o rei tinha apenas quatorze anos de idade, eles culparam seus conselheiros para o imposto de votação. Os camponeses esperavam que uma vez que o rei soubesse dos seus problemas, ele faria algo para resolvê-los. Os rebeldes chegaram à periferia da cidade em 12 de junho. Estima-se que cerca de 30.000 camponeses marcharam para Londres. Em Blackheath, John Ball deu um de seus famosos sermões sobre a necessidade de "liberdade e igualdade".
Wat Tyler também falou com os rebeldes. Ele lhes disse: "Lembre-se, não viemos como ladrões e ladrões. Viemos em busca de justiça social." Henry Knighton registra: "Os rebeldes voltaram ao Novo Templo que pertencia ao prior de Clerkenwell, e rasgaram com seus machados todos os livros da igreja, cartas e registros descobertos nos baús e os queimaram... Um dos criminosos escolheu uma peça de prata e escondeu-a em seu colo; quando seus companheiros o viram carregando-a, eles o jogaram, juntamente com seu prêmio, no fogo, dizendo que eram amantes da verdade e da justiça, não ladrões e ladrões." Charles Poulsen elogia Wat Tyler como aprendendo as "lições de organização e disciplina" quando no exército e em mostrar o "mesmo orgulho nos costumes e maneiras de sua própria classe como o mais nobre barão faria por sua".  Os historiadores medievais foram menos elogiosos e Thomas Walsingham descreveu-o como um "homem astuto, dotado de muito bom senso se ele tivesse aplicado sua inteligência para bons propósitos".

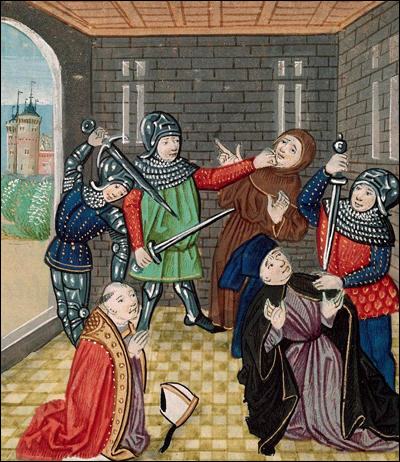
O assassinato do Arcebispo Simon Sudbury e Robert Hales.

João de Gante ainda estava na Escócia com o exército inglês quando estes eventos ocorreram. O rei Ricardo II enviou uma mensagem para trazer seus soldados, cerca de 20 000 homens, de volta a Londres. No entanto, a mensagem não chegou a tempo de ele tomar medidas eficazes. Dan Jones, autor de Summer of Blood: ThePeasant' Revolt (2009), apontou: "Cerca de quatrocentos quilômetros da pior crise de ordem que o país já conheceu, o nobre mais experiente e poderoso da terra foi deixado exilado e impotente." Ricardo II deu ordens para que os camponeses fossem trancados fora de Londres. No entanto, alguns londrinos que simpatizavam com os camponeses conseguiram que os portões da cidade fossem deixados abertos. Jean Froissart afirma que cerca de 40 000 a 50 000 cidadãos, cerca de metade dos habitantes da cidade, estavam prontos para receber o "True Commons". Quando os rebeldes entraram na cidade, o rei e seus conselheiros se retiraram para a Torre de Londres. Muitos pobres que viviam em Londres decidiram juntar-se à rebelião. Juntos, eles começaram a destruir a propriedade dos altos funcionários do rei. Eles também libertaram os presos da Prisão de Marshalsea. Parte do exército inglês estava no mar com destino a Portugal, enquanto o resto estava com João de Gante, na Escócia. Thomas Walsingham diz que o rei estava sendo protegido na Torre por "seiscentos homens guerreiros instruídos em armas, homens corajosos e mais experientes, e seiscentos arqueiros". Walsingham acrescenta que eles "todos tinham perdido o coração de modo que você teria pensado que eles mais como homens mortos do que vivos; a memória de seu antigo vigor e glória foi extinta". Walsingham aponta que eles não queriam lutar e sugere que eles podem ter estado do lado dos camponeses. 
John Ball enviou uma mensagem a Ricardo II afirmando que a revolta não era contra sua autoridade, já que o povo só queria livrá-lo e seu reino de traidores. Ball também pediu ao rei para se encontrar com ele em Blackheath. O Arcebispo Simon Sudbury e Robert Hales, o tesoureiro, ambos objetos do ódio do povo, advertiram contra o encontro com os "rufiões descalços", enquanto outros, como William de Montagu, o Conde de Salisbury, instou que o rei jogou por tempo, fingindo que ele desejava um acordo negociado.
O biógrafo de Ricardo II, Anthony Tuck, apontou: "O próprio papel de Ricardo nas discussões é quase impossível de determinar, embora alguns historiadores tenham sugerido que ele tomou a iniciativa de tentar negociar com os rebeldes, apesar do fato de que ele tinha apenas quatorze anos quando a rebelião ocorreu. Mesmo antes dos rebeldes de Kent entrarem em Londres, Ricardo aparentemente havia sugerido negociações com seus líderes em Greenwich, mas as conversações haviam se quebrado quase tão logo começaram." Ricardo II concordou em encontrar os rebeldes fora dos muros da cidade em Mile End em 14 de junho de 1381. A maioria de seus soldados permaneceu para trás. Charles Oman, o autor da Grande Revolta de 1381 (1906), apontou o "Cavalgar até Mile End era perigoso: a qualquer momento a multidão poderia ter se soltado, e o Rei e todo o seu grupo poderiam ter perecido... no entanto, embora cercado por toda a multidão barulhenta e barulhenta, Ricardo e seu grupo finalmente chegaram a Mile End".
Quando o rei encontrou os rebeldes perguntou-lhes o que queriam. Wat Tyler explicou as demandas dos rebeldes. Isso inclui o fim de todos os serviços feudais, a liberdade de comprar e vender todos os bens, e um perdão livre para todos os crimes cometidos durante a rebelião. Tyler também pediu um limite de aluguel de 4d por acre e o fim das multas feudais nos tribunais da mansão. Finalmente, ele pediu que nenhum "homem deve ser obrigado a trabalhar, exceto por um emprego sob um contrato regularmente revisto".O rei imediatamente concedeu essas exigências. Wat Tyler também afirmou que os oficiais do rei encarregados do imposto de votação eram culpados de corrupção e deveriam ser executados. O rei respondeu que todas as pessoas consideradas culpadas de corrupção seriam punidas por lei. O rei concordou com essas propostas e 30 funcionários foram instruídos a escrever cartas dando aos camponeses sua liberdade. Depois de receber suas cartas a grande maioria dos camponeses foi para casa.
G. R. Kesteven, autor de A Revolta dos Camponeses (1965), apontou que o rei e seus oficiais não tinham intenção de cumprir as promessas feitas nesta reunião, eles "estavam meramente usando essas promessas para dispersar os rebeldes". No entanto, Wat Tyler e John Ball não foram convencidos pela palavra dada pelo rei e, juntamente com 30 000 dos rebeldes ficaram em Londres. Enquanto o rei estava em Mile End discutindo um acordo com o rei, outro grupo de camponeses marchou para a Torre de Londres. Havia cerca de 600 soldados defendendo a Torre, mas eles decidiram não lutar contra o exército rebelde. Simon Sudbury (Arcebispo da Cantuária), Robert Hales (Tesoureiro do Rei) e John Legge (Comissário de Impostos), foram levados da Torre e executados. Suas cabeças foram então colocadas em postes e desfilaram pelas ruas de Londres.
Rodney Hilton argumenta que os rebeldes queriam vingança sobre todos os envolvidos na cobrança de impostos ou a administração do sistema legal. Roger Leggett, um dos mais importantes advogados do governo também foi morto. "Eles atacaram não só os próprios advogado, funcionários dos tribunais, mas outros intimamente associados com os processos judiciais. A hostilidade aos advogados e aos registros legais não era, naturalmente, peculiar aos londrinos. A destruição generalizada de registros judiciais manorial é bem conhecida" durante a rebelião. Os rebeldes também atacaram trabalhadores estrangeiros que viviam em Londres. "Os comuns proclamaram que todo aquele que pudesse colocar as mãos em flamengos ou em qualquer outro estrangeiro de outras nações poderia cortar suas cabeças". Foi alegado que "cerca de 150 ou 160 estrangeiros infelizes foram assassinados em vários lugares trinta e cinco flamengos foram arrastados para fora da igreja de St. Martin no Vintry, e decapitados no mesmo bloco. Os lombardos também sofreram, e suas casas renderam muito saque valioso."

### Morte de Wat Tyler e John Ball

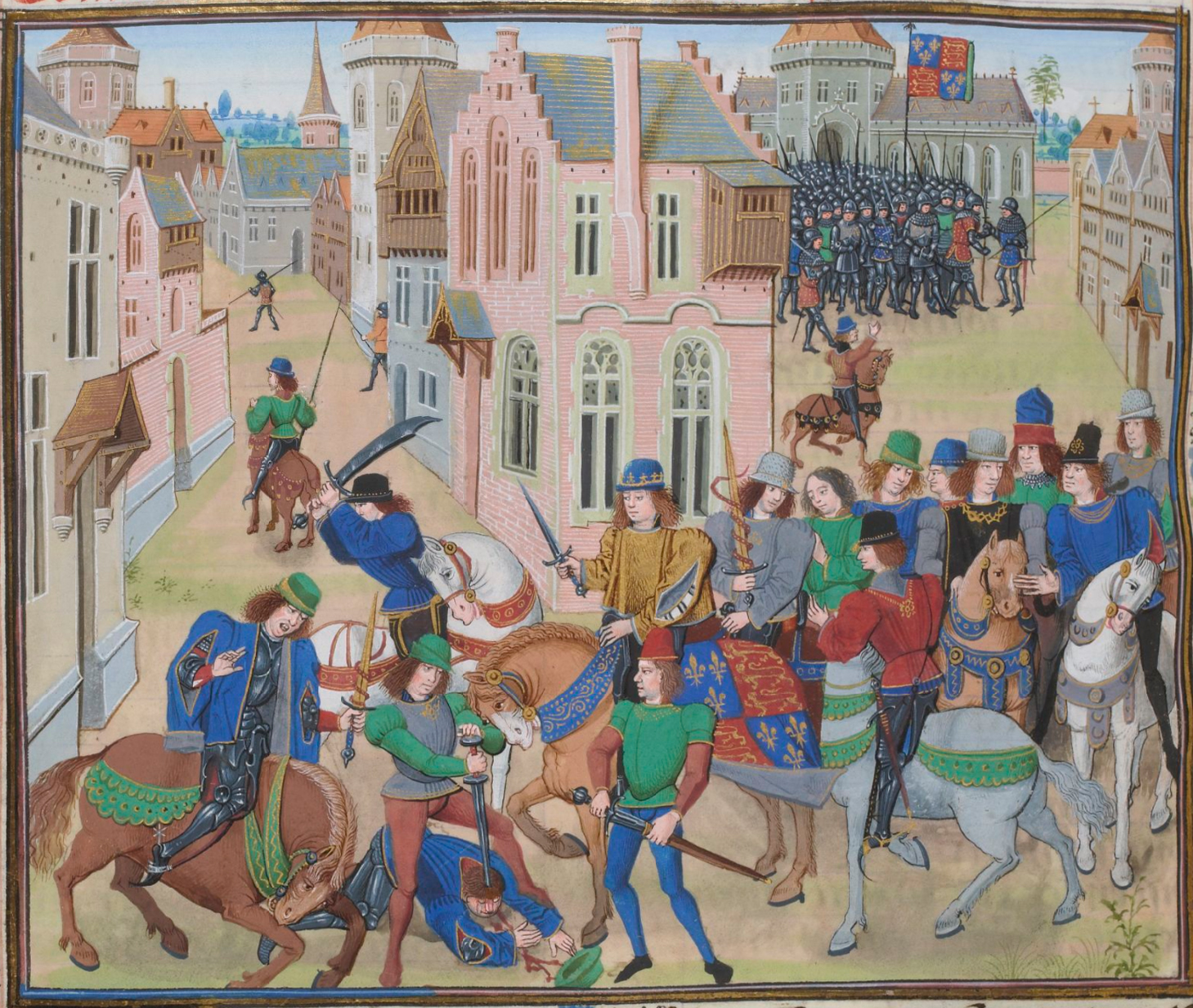
A morte de Wat Tyler.

Foi acordado que outra reunião deveria ocorrer entre Ricardo II e os líderes dos rebeldes em Smithfield em 15 de junho de 1381. William Walworth cavalgou "até os rebeldes e convocou Wat Tyler para encontrar o rei, e montou em um pequeno pônei, acompanhado por apenas um assistente com a bandeira rebelde, ele obedeceu". Quando ele se juntou ao rei, ele apresentou outra lista de demandas que incluía: a remoção do sistema de senhorio, a distribuição da riqueza da igreja para os pobres, uma redução no número de bispos, e uma garantia de que no futuro não haveria mais villeins. Ricardo II disse que faria o que poderia. Wat Tyler não foi satisfeito por esta resposta. Chamou para uma bebida da água enxaguar para fora de sua boca. Isso foi visto como um comportamento extremamente rude, especialmente porque Tyler não havia removido seu capuz ao falar com o rei. Um dos membros do grupo de Ricardo gritou que Tyler era "o maior ladrão e ladrão de Kent". O autor da Anonimalle Chronicle of St Mary’s afirma: "Por estas palavras Wat queria atacar o criado com sua adaga, e teria matado na presença do rei; mas porque ele tentou fazê-lo, o prefeito de Londres, William de Walworth o prendeu Wat esfaqueou o prefeito com sua adaga no corpo em grande raiva. Mas, como agradou a Deus, o prefeito estava usando armadura e não fez mal. Ele atacou o Wat, dando-lhe um corte profundo no pescoço, e depois um grande golpe na cabeça. E durante a briga um criado da casa do rei puxou sua espada, e correu Wat duas ou três vezes através do corpo. Wat foi levado por um grupo de comuns para o hospital para os pobres perto de São Bartolomeu, e colocado na cama. O prefeito foi lá e encontrou-o, e ele tinha levado para o meio de Smithfield, na presença de seus companheiros, e ele tinha decapitado." Os camponeses levantaram suas armas e por um momento parecia que haveria uma luta entre os soldados do rei e os camponeses. No entanto, Ricardo foi até eles e disse: "Você vai atirar no seu rei? Eu serei seu chefe e capitão, você terá de mim o que você procura " Ele então falou com eles por algum tempo e, eventualmente, eles concordaram em voltar para suas aldeias.
Cronistas como Henry Knighton e Thomas Walsingham sugeriram que esses eventos não foram planejados e inesperados. No entanto, os historiadores modernos têm dúvidas sobre esta versão dos acontecimentos. Anthony Tuck argumentou: "A rápida chegada da milícia sugere algum elemento de planejamento antecipado, e aqueles em torno do rei, mesmo talvez o próprio rei, podem ter a intenção de criar uma oportunidade para matar ou capturar Tyler e separá-lo do corpo principal de seus seguidores. Se isso é assim, foi uma estratégia arriscada, como a reunião de Mile End tinha sido, e novamente a coragem pessoal de Ricardo não está em dúvida."
Um exército, liderado por Tomás de Woodstock, irmão mais novo de João de Gante, foi enviado para Essex para esmagar os rebeldes. Uma batalha entre os camponeses e o exército do rei ocorreu perto da aldeia de Billericay em 28 de junho. O exército do rei era experiente e bem armado e os camponeses eram facilmente derrotados. Acredita-se que mais de 500 camponeses foram mortos durante a batalha. Os rebeldes restantes fugiram para Colchester, onde tentaram em vão persuadir as cidades-povo a apoiá-los. Eles, então, fugiram para Huntingdon, mas as pessoas da cidade os perseguiram até a Abadia de Ramsey, onde vinte e cinco foram mortos.

## Ricardo II

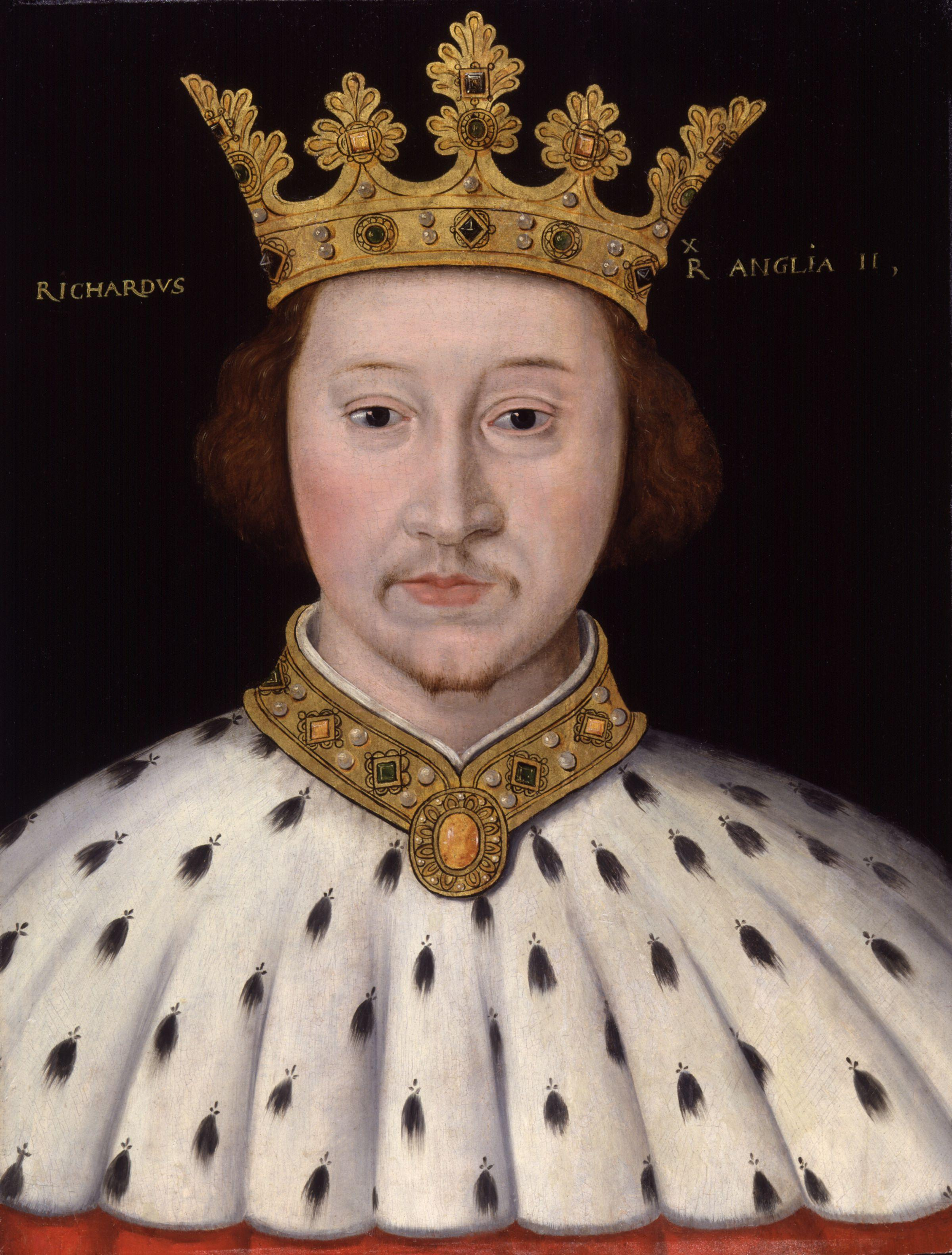
Rei Ricardo II, por artista desconhecido, final do século XVI.

Ricardo II não foi um comandante militar muito bem sucedido. Seu biógrafo, Peter Earle, aponta: "Ricardo, filho do Príncipe Negro, herdou apenas a aparência externa de seu pai e nenhuma de suas habilidades na guerra. Não que ele fosse o covarde ou fraco em muitas ocasiões em seu reinado, ele deveria mostrar coragem excepcional mas sua coragem era de orgulho, não de proeza militar." Isso foi refletido em uma expedição militar fracassada à Escócia em 1385.
O fracasso de Ricardo na Escócia encorajou os franceses a considerar invadir a Inglaterra. Carlos VI reuniu a maior força até então criada por ambos os lados durante a Guerra dos Cem Anos. Isso induziu pânico generalizado e insegurança na Inglaterra. O Parlamento reuniu-se em outubro de 1386, para considerar o pedido do chanceler, Michael de la Pole, para um subsídio quadruplicado sem precedentes para cobrir o custo da defesa contra a ameaça de invasão. Isso foi recusado e os barões começaram a questionar a forma como Ricardo estava governando o país.
Inicialmente, o Parlamento culpou os conselheiros de Ricardo e seu chanceler foi cassado pela Câmara dos Comuns por acusações decorrentes de sua conduta no cargo. De la Pole foi considerado culpado e condenado à prisão, mas Ricardo deixou de lado a pena e manteve sua liberdade. "O Parlamento estabeleceu então uma comissão que deveria manter o cargo por um ano e que deveria realizar uma revisão completa das finanças reais. Era ter o controle do erário público e dos grandes e privados selos, e Ricardo foi obrigado a fazer um juramento de cumprir todas as portarias que fez."
Ricardo levantou um exército contra o Parlamento. Liderado por Robert de Vere, Duque da Irlanda, foi dito que não continha mais de 4.000 homens. Rumores começaram a circular que Ricardo havia concordado em aceitar o apoio militar da França e que ele colocaria a Inglaterra sob ocupação militar francesa. Tomás de Woodstock, Duque de Gloucester, e vários outros nobres, incluindo Henrique de Bolingbroke e Tomás Mowbray, Conde de Nottingham, mobilizaram um exército de seus vassalos de 4 500 e marcharam sobre o exército de Vere. O exército do rei foi derrotado na Batalha da Ponte Radcot em 19 de dezembro de 1387.
Ricardo foi preso e Woodstock ameaçou executá-lo por causa de seus negócios com a França. Eles finalmente decidiram contra e, em vez disso, forçaram-no a convocar uma sessão do Parlamento. Henry Knighton descreveu-o como o Parlamento Impiedoso, pois resultou em vários dos principais conselheiros de Ricardo, incluindo Sir Nicholas Brembre, Simon de Burley e Robert Tresilian foram executados. Alexander Neville, Arcebispo de York, Robert de Vere e Michael de la Pole, todos conseguiram escapar para a França, onde morreram no exílio.

## Reputação
A ascendência de João ao poder político coincidiu com o ressentimento generalizado de sua influência na Inglaterra. As forças inglesas tinham sofrido reveses na Guerra dos Cem Anos, o governo de Eduardo III estava se tornando impopular devido à alta tributação e seu caso com Alice Perrers, a opinião política estreitamente associada a João com o governo fracassado dos anos 1370.
Eduardo III morreu de um derrame em Sheen, uma sombra de seu antigo eu, em 1377 e foi sucedido por seu neto de dez anos de idade, Ricardo II. João era o governante virtual da Inglaterra durante a minoria do jovem rei, mas tomou decisões imprudentes sobre a tributação que culminou na Revolta dos Camponeses em 1381, Gante foi responsabilizado pela introdução do imposto de votação impopular, Ele estava longe de Londres no momento da revolta e, assim, evitou a ira dos rebeldes, no entanto, o seu Palácio de Saboia, considerado a maior casa nobre da cidade medieval de Londres, foi destruído durante a rebelião. O que os camponeses não podiam esmagar ou queimar foi jogado no rio.
João era um homem de renome, de cultura e requinte. Um poeta amador e amigo de Chaucer, que havia se casado com a irmã de Catarina, Filipa, ele também era um patrono de Wycliffe e encorajou a tradução da Bíblia para o inglês. A linha direta da Casa de Lancastre foi extinta com a morte de Henrique VI e seu filho, Eduardo Príncipe de Gales, em 1471. A neta de João Beaufort, Margarida Beaufort, tinha um filho, Henrique Tudor, que mais tarde reivindicou o trono da Casa de Iorque e foi coroado como Henrique VII, o primeiro monarca da dinastia Tudor.

## Morte

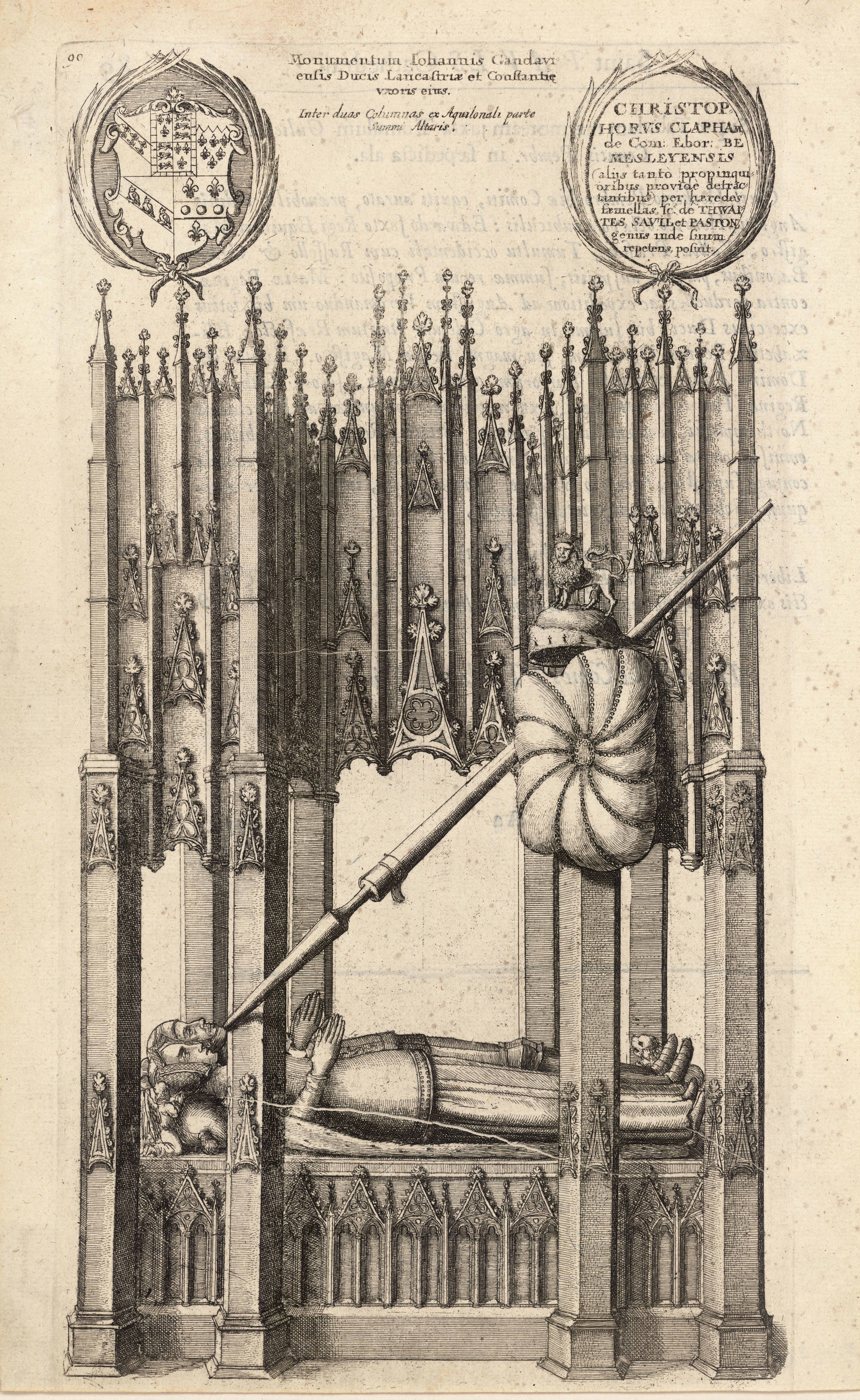
Túmulo de João de Gante e sua primeira esposa Branca de Lencastre na antiga Catedral de São Paulo, em Londres.

João morreu em 3 de fevereiro de 1399, no Castelo de Leicester aos cinquenta e oito anos de idade, ele foi enterrado ao lado de sua primeira esposa, Branca de Lencastre, no coro da Catedral de São Paulo. Isso tem sido muitas vezes visto como seu último ato de amor por sua primeira esposa, apesar dos problemas que João passou para finalmente poder se casar com sua amante, Catarina Swynford. Suas duas efígies de alabastro se uniram. Dois dias após o funeral de Gante, Ricardo fez o banimento de Bolingbroke perpétuo, deserdando seu primo e tomando as vastas propriedades de Gante para a Coroa.
Com a morte de seu pai em 1399, Henrique desembarcou em Ravenspur alegando que ele veio para salvaguardar sua herança, mas na verdade veio para tomar o trono do primo que ele agora detestava completamente. Ricardo conheceu os representantes de Henrique no Castelo de Conway e foi informado que se ele restaurasse as propriedades de Henrique e entregasse certos conselheiros para julgamento, ele poderia permanecer no poder. Ele concordou, mas foi traído e em vez de ser devolvido ao poder encontrou-se o habitante de um calabouço na Torre. Um parlamento foi convocado no final de setembro, no qual Henrique Bolingbroke reivindicou o trono como Henrique IV. Ricardo foi declarado tirano e deposto. Ele foi levado até o Castelo de Pontefract, em Yorkshire e lá é certo, ele conheceu o seu fim por volta da segunda semana de fevereiro de 1400.

## Descendência
De Branca de Lencastre:
- Filipa (1360-1415), casou com o rei João I de Portugal
- João (1362-1365)
- Isabel (1364-1426), casou com: 1) João Hastings, Conde de Pembroke; 2) João Holland, Duque de Exeter; 3) João Cornwall, Lord Milbrook
- Eduardo (1365-1368)
- João (n. 1366)
- Henrique IV, rei de Inglaterra (1367-1413)
- Isabel (n. 1368)

De Constança de Castela
- Catarina (1372-1418), casou com o rei Henrique III de Castela
- João (1372-1375)

De Catarina Swynford:
- João, 1.º Conde de Somerset (1373-1410), Conde de Somerset,
- Henrique (1374-1447)
- Tomás, 1.º Duque de Exeter (1377-1426), Duque de Exeter
- Joana Beaufort, condessa de Westmorland (1379-1440), casou com 1) Robert Ferrers, Barão Ferrers de Emmeio; 2) Ralph Neville, Conde de Westmorland

## Cultura popular
O centro da cidade de Lancastre tem um pub chamado The John O'Gaunt. Uma ala administrativa no conselho da cidade também leva o nome.
Hungerford em Berkshire também tem ligações antigas com o Ducado, o solar tornando-se parte da propriedade de João de Gante em 1362 antes de Jaime I passar a propriedade para dois homens locais em 1612 (que posteriormente se tornou Hungerford Town & Manor). Os links são visíveis hoje no pub John O'Gaunt, a escola secundária estadual John O'Gaunt, bem como vários nomes de ruas. Também é costume que o Brinde Leal seja dado pelos residentes como "A Rainha, o Duque de Lancaster."
Há também uma escola secundária em Trowbridge, Wiltshire com o mesmo nome, que é construída sobre terras que ele já possuiu. Os restos do castelo em Newcastle-under-Lyme, Staffordshire, outrora propriedade de João, sentam-se na Rua John o' Gaunt. O João de Gante Stakes é uma raça britânica de cavalos puro-sangue que ocorre anualmente em junho.

Na peça de William Shakespeare, Ricardo II, o famoso discurso da Inglaterra é atribuído a João de Gante enquanto ele estava em seu leito de morte.
"Este trono real de reis, esta ilha de cetro,
Esta terra de majestade, esta sede de Marte,
Este outro Éden, demi-paraíso,
Esta fortaleza construída pela Natureza para si mesma
Contra a infecção e a mão da guerra,
Esta raça feliz de homens, este pequeno mundo,
Esta pedra preciosa colocada no mar de prata,
Que serve isto no escritório de uma parede,
Ou como um fosso defensivo para uma casa,
Contra a inveja de terras menos felizes,
Este terreno abençoado, esta terra, este reino, esta Inglaterra,
Esta enfermeira, este útero cheio de reis reais,
Amedrontados pela sua raça e famosos pelo seu nascimento."

-Ato II, cena i, 42-54
A Tragédia do Rei Ricardo II. O romance mais vendido de 1954 de Anya Seton, retrata o longo relacionamento de João e o eventual casamento com Catarina Swynford.
O personagem homônimo da série de quadrinhos dos EUA Grimjack é legalmente chamado de João de Gante. De acordo com o autor John Ostrander, ele tomou o nome da figura histórica simplesmente porque soava impressionante, sem qualquer referência histórica específica.

## Títulos e armas

### Títulos e estilos
- Conde de Richmond: concedido ainda criança em setembro de 1342, entregue à coroa em junho de 1372.
- Conde de Leicester, Conde de Derby: herdou jure uxoris em novembro de 1362 após a morte do pai de sua esposa, Henrique de Grosmont.
- Duque de Lencastre: concedido como uma nova criação em 13 de novembro de 1362 após a morte do duque anterior, Henrique de Grosmont.
- Rei da Galiza, Rei de Castela, Rei de Leão: reivindicado em janeiro de 1372 por seu segundo casamento com a herdeira desses tronos, não reconhecido, exceto por um breve período quando ele foi capaz de capturar a Galiza de 1386 a 1387; reivindicação rendeu 1388.
- Duque da Aquitânia (2 de março de 1390 - 3 de fevereiro de 1399): concedido vitalício em março de 1390 por seu sobrinho, o rei Ricardo II da Inglaterra

### Armas

Armas de João de Gante, Rei de Castela.

Como um filho do soberano, João tinha as armas reais do reino (Quarterly, França Antiga e Inglaterra), diferido por um rótulo de três pontos de arminho.
Como pretendente ao trono de Castela e Leão a partir de 1372, ele empalou as armas do reino (Gules, um castelo ou, esquartejando Argent, um leão desenfreado propósito) com o seu próprio. As armas de Castela e Leão apareceram no lado direito do escudo (o lado esquerdo como visto), e as diferentes armas reais inglesas sobre o sinistro; mas em 1388, quando ele entregou sua reivindicação, ele reverteu esta triagem, colocando suas próprias armas sobre o dexter, e os de Castela e Leão no sinistro. Ele, assim, continuou a sinalizar sua aliança com a casa real castelhana, abandonando qualquer pretensão ao trono. Há, no entanto, evidências de que ele pode ocasionalmente ter usado este segundo triagem em datas anteriores.

Além de seus braços reais, Gante tinha um casaco alternativo de zibelina, três penas de avestruz. Esta era a contrapartida de seu irmão, o Príncipe Negro, "escudo para a paz" (em que as penas de avestruz eram brancas), e pode ter sido usado em justas. Os braços de penas de avestruz apareceram em vitrais acima da capela de Gante na Catedral de São Paulo. 